# Xanthostemon multiflorus
Xanthostemon multiflorus är en myrtenväxtart som först beskrevs av Xavier Montrouzier, och fick sitt nu gällande namn av Georges Eugène Charles Beauvisage. Xanthostemon multiflorus ingår i släktet Xanthostemon och familjen myrtenväxter.
Artens utbredningsområde är Nya Kaledonien. Inga underarter finns listade i Catalogue of Life.